# 阿尔伯特·维克多·贝克隆德
阿尔伯特·维克多·贝克隆德（瑞典語：Albert Victor Bäcklund，1845年1月11日—1922年2月23日），是瑞典数学家和物理学家。1907至1909年曾任隆德大学教授和院长。
生于赫加奈斯市，1864年他开始在天文台工作，并获得博士学位；1868年工作于用天文观测测定纬度；1878年获得力学和数学物理副教授职称；1888年当选为瑞典皇家科学院院士；1897年成为全职教授。卒于隆德，葬于隆德北部公墓。
他最重要的工作是在索菲斯·李开创的变换领域。他最出名的工作是由他名字命名的在偏微分方程解之间的贝克隆德变换，已在孤波理论中应用。